# 바닥으로의 경쟁
바닥으로의 경쟁(Race to the bottom)은 국가가 외국 기업의 유치나 산업 육성 때문에 감세, 노동기준·환경기준의 완화 등을 겨루는 것으로, 노동 환경이나 자연 환경, 사회 복지 등이 최저 수준으로 향하는 것이다. 자유 무역이나 세계화의 문제점으로서 지적되고 있다.

## 개요
바닥으로의 경쟁이라는 말은 1933년, 미국 연방 대법원의 판사에 의해서 이용되고 있다. 당시는 세계대전 간의 자유 무역이 확대했던 시대이며, 그리고 그 한 편으로 세계 공황에 의한 불황안, 보호무역이 주장되었던 시대이기도 해, 세계 금융 위기 아래의 상황과 유사한 면이 있다고 말할 수 있다.
자유 무역이나, 그것을 포함한 세계화가 진전하는 것에 의해서, 물건·사람·돈의 국제적인 이동을 하게 되면, 각 기업은 보다 유리한 조건을 요구해 공장 등을 이전하거나 가장 조건의 좋은 나라에 투자를 실시해, 거기서 생산된 제품을 세계 각국에 수출하는 것이 가능하게 되었다. 이에 긍정적인 의견으로서 각국의 강점을 살린 최적의 입지에 생산을 하는 것으로, 지금까지보다 싼 가격으로의 생산이 가능해져, 사회 전체적으로 보다 풍부해진다고 말해진다.
그러나, 공장 등이 국외에 이전해, 혹은 싼 제품이 대량으로 수입되게 되면, 국내의 국제 경쟁력에 뒤떨어지는 산업은 쇠퇴해, 노동 임금의 저하나 실업의 증가를 가져오게 될 수도 있다. 이러한 사태를 피해 기업을 유치해 국내산업을 지키기 위해, 각국은 법인세 비율이나 기업이 부담하는 사회 보장비를 저하시켜, 노동기준·환경기준 등의 기업활동을 억제하는 규제를 완화하는 인센티브를 가지게 된다.
국가가 쓸데 없는 규제를 완화해, 행정에 걸리는 비용을 삭감해, 효율적인 정부를 구축하는 것으로 세 등의 부담을 감소시킨다면, 그것은 바람직한 경쟁이다. 그러나, 본래 필요한 세가 징수되지 않고, 필요한 규제까지마저 완화되어 혹은 위법행위가 묵인되는 것으로, 사회 복지 수준의 저하, 자연 환경의 파괴, 아동노동이나 노동 환경의 악화 등이 초래되는 경우도 있어, 바닥으로의 경쟁으로서 자유 무역이나 세계화의 문제점으로 여겨진다.

## 이론
바닥으로의 경쟁은 게임 이론, 죄수의 딜레마에 의해서 설명할 수 있다. 개개의 주체의 최적인 행동이 전체적으로 최적의 선택은 되지 않는 것 중 하나이다.
예로서 단순한 법인세의 저감 경쟁을 들면, 이하와 같이 된다.
1. 만일, 두 개의 나라의 법인세가 같은 30%이며, 각국에서 기업이 100억 원의 이익을 올리고 있다면, 각각 30억 원씩 세수입이 있다. 세율이 같고, 기업은 이동하지 않는다. (A.30 B.30)
2. 한 나라 (A)가 법인세를 20%로 하면, 이제 한 나라 (B)에서 기업이 이전해, 기업의 이익은 합계 200억 원이 되므로, 20%의 세율로도 40억원의 세수입을 전망할 수 있다. 즉, 이 선택은 A에 10억원의 세수입증가를 가져온다. (A. 30→40, B. 30→0)
3. 그러나 이대로는 B는 세수입이 없어져 버리므로, 이를 피하기 위해, B는 세율을 10%로 한다. A에서 기업이 이전해, 기업의 이익은 합계 200억 원, 10%의 세율로 20억 원의 세수입이 된다. 2의 상황과 비교하면, 이 선택은 B에 20억원의 세수입증가를 가져온다 (A. 40→0, B. 0→20).
4. 그러나 이대로는 A는 세수입이 없어져 버리므로, 이를 피하기 위해, A는 세율을 5%로 한다. B에서 기업이 이전해, 기업의 이익은 합계 200억 원, 5%의 세율로 10억원의 세수입이 된다. 3의 상황과 비교하면, 이 선택은 A에 10억원의 세수입증가를 가져온다 (A. 0→10, B. 20→0).
5. 이하 반복.

각국은 그 때 그 때에 세수입을 증가시킬 수 있도록 타당한 행동을 하고 있지만, 결국은 세수입을 잃어 간다.

## 억제·대책
바닥으로의 경쟁은 실제로는 상술의 예와 같은 사태로는 되지 않았다. 이는 현실에는 바닥으로의 경쟁이 여러 가지 요인에 의해 억제되고 있기 때문이다.

### 이전의 비용
현재, 자유 무역이나 세계화가 진전하고 있다고는 말하지만, 아직도 타국으로의 이전에는 비용이 들어, 위험가 존재하기 때문에, 기업이나 공장, 사람이나 자금 등의 이전은 어느 정도 억제되고 있다.
수송·이전의 비용
교통망이 정비되고 수송에 걸리는 비용은 일찍이 낮은 것이 되었지만, 그런데도 더욱 국제적인 물자의 수송에는 상응하는 비용이 필요하다. 기업이나 공장의 이전은 그 비용을 웃도는 이익이 전망되지 않으면 행해지지 않는다. 또, 기업이나 공장에는 물자 뿐만이 아니라 인원도 필요하다. 사람의 이동은 언어나 습관 등의 문화적인 면에서의 제약도 있어 용이하지 않고, 이전처에서의 새로운 인원의 확보나 이전원으로 불필요해진 종업원의 해고에도 큰 비용이 필요하다.
또, 새롭게 이전처의 법률 등의 지식이나 각종의 정보, 인맥 등을 획득하는 것도 필요하다.
이전의 위험
이전시에, 자유 무역이나 느슨한 규제, 낮은 세율 등이 유리한 정책을 하고 있다고 해도, 장래 그것이 유지될지는 불명하다. 특히 정황이 불안정한 국가로는, 정책 변경의 위험이 큰 것이 된다. 이전에는 비용이 들어, 정책이 변경되었다고 간단하게 돌아올 수 없기 때문에, 이전이 실패로 끝나는 위험이 있다.

### 규제
수출입이나 생산, 투자 활동은 여러 가지 형태로 규제되고 있다. 비록 싸게 생산할 수 있었다고 해도, 그것을 싸게 국내에 팔 수 있다고는 할 수 없다.
관세
국가가 수입품에 관세를 부과하는 것에 의해서, 국외의 상품의 유입을 억제해, 국내산업을 보호할 수 있다. 단 고율의 관세는 자유 무역이나 WTO의 생각에 반하는 것이다.
수입에 대한 규제
안전이나 환경, 혹은 덤핑 등의 이유에 의해, 수입이 규제되는 경우가 있다. 농산물의 수입에 관한 농약에 대한 규제나, 우해면상뇌증 (BSE)에 관한 규제, 혹은 수은 등의 유해한 금속을 이용한 제품의 수입규제 등. 또, 급격한 수입품의 증가에 대해서, 세이프가드가 발동되는 경우도 있다.
국제법·국제기관에 의한 규제
가혹한 노동이나 환경 파괴 등에, 각종 조약 등에 의해 국제적으로 규제가 이루어지고 있다. 예를 들면, 경제적 착취라고 볼 수 있는 아동노동은 아동의 권리에 관한 협약에 의해서 금지되고 있어 노동 조건이나 생활수준의 개선을 목적으로 한 ILO가 설치되어 있다.
이러한 국제적 기준에 의한 규제는 바닥으로의 경쟁을 억제하지만, 원칙으로서 해당 국가의 동의가 없으면 국제법에 의한 규제는 미치지 않는다. 또, 무엇을 가지고 국제기준으로 할지에 임해서 각국의 이해대립이 있어, 예를 들면 미국의 기준이 강요하고 있다고 하여, 미국화 등으로 비판되고 있다.

### 그 외
국제적 비난
환경 파괴나 가혹한 노동 조건, 아동노동, 인권침해 등에서, 국가에 의해 여러 가지 형태로 압력이 더해지는 일이 있다. 이러한 압력은 문제가 있는 생산 활동을 억제해, 바닥으로의 경쟁을 피하는 것이지만, 한편, 타국에 대한 내정 간섭이 되어, 어디까지가 정당한 것인지를 판단하는 것은 곤란하다. 일반적으로, 엄격한 규제를 요구하는 선진국에, 개발 도상국은 경제성장의 권리를 주장하는 것이 많다.
기업 이미지·소비자 운동 등
비록 어느 행위가 공장이 존재하는 국가에서 인정되고 있었다고 해도, 환경 파괴나 인권침해 등이 행해지고 있었을 경우에는, 그 기업의 이미지를 악화시켜, 상품의 판매 등에 악영향을 가져오는 것으로 바닥으로의 경쟁이 억제될 가능성이 있다. 예를 들면, 나이키 회사의 제품에, 동남아시아 제국의 생산 위탁처 공장에서의 아동노동이나 강제 노동, 성희롱 등의 문제가 폭로되었을 때에는 불매 운동 등의 반대 캠페인이 전개되었다.
또, 개발 도상국의 원료나 제품을 적정한 가격으로 계속적으로 구입하는 것을 통해서 입장의 약한 도상국의 생산자나 노동자의 생활개선과 자립을 목표로 하는 공정 무역의 운동 등도 행해지고 있다.
소비와의 이율배반
보다 근본적인 문제로서 종업원은 또 소비자이기도 해, 인건비 즉 가처분 소득이며, 개인소비의 자금원이기도 하다.
즉, 단기적인 비용 삭감을 목적으로 본국으로부터 도상국에 기업활동을 이전해 인건비를 삭감하면, 당연히 본국으로의 개인소비는 감소해 시장은 축소, 그리고 기업의 이윤도 감소한다. 그리고 이윤이 감소하면 새로운 비용 삭감이 필요하게 되어 도상국에의 기업활동의 이전·본국으로의 개인소비의 감소·시장의 축소, 그리고 당연 한 층 더 본국으로의 이윤이 감소하는 악순환이 생긴다.
따라서, 기업은 본국 시장 유지를 위해서, 어느 정도는 이윤을 희생으로서 기업활동의 이전을 앞에 두지 않을 수 없다.
이 악순환은 국내 시장이 크고 내수가 차지하는 GDP 비율이 큼에도 불구하고, 가공 무역에 의한 외수를 중시한 경제정책을 채택한, 그리고 도상국으로의 직접 생산·직접 판매로 이행한 일본에 특히 현저하고, 국내 경제의 공동화와 경기·고용 문제의 주요인이 되고 있다.
또, 종업원은 또 (압도적 다수의) 유권자이기도 해, 그 존중한 정치가로부터의 경제이론에 따르지 않는 정치적 압력도 무시할 수 없다.

## 같이 보기
- 세계화
- 반세계화
- 격차 사회 - 자기책임 - 신자유주의 - 비정규직
- 정부실패
- 대안세계화
- 페르디난트 라살레
- 데이비드 리카도